# Dorfkirche Gulow

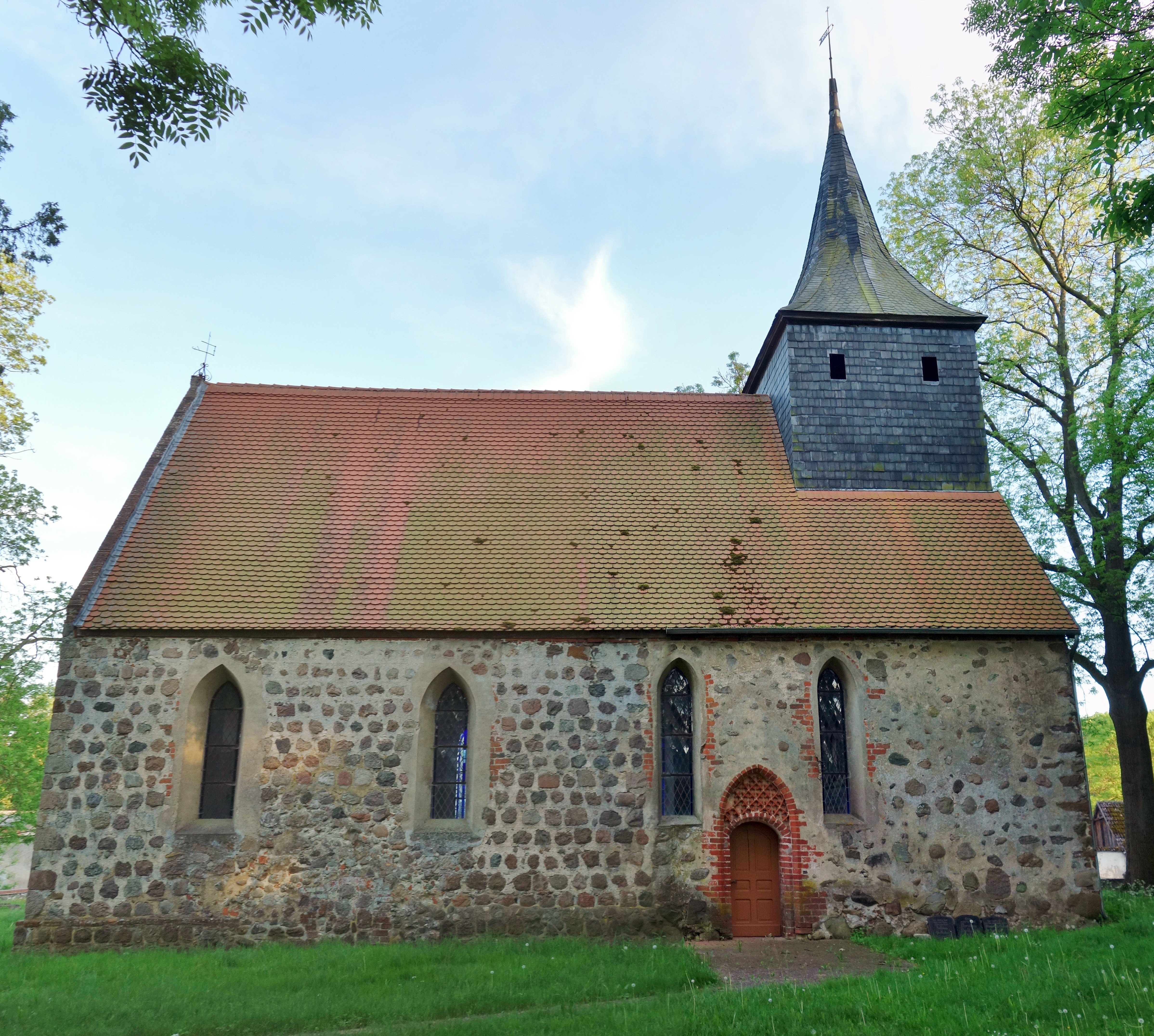
Dorfkirche Gulow

Die evangelische, denkmalgeschützte Dorfkirche Gulow steht in Gulow, einem Gemeindeteil der Gemeinde Groß Pankow im Landkreis Prignitz in Brandenburg. Die Kirche gehört zum Pfarrsprengel Gulow im  Kirchenkreis Prignitz der Evangelischen Kirche Berlin-Brandenburg-schlesische Oberlausitz.

## Beschreibung
Die Feldsteinkirche wurde um 1300 erbaut. Im 15. Jahrhundert wurde ihr Langhaus nach Westen verlängert und seinem Satteldach im Westen ein quadratischer Dachturm aus schiefergedecktem Holzfachwerk aufgesetzt, der mit einem konkav gewölbten Helm bedeckt ist. Aus dieser Zeit stammt das segmentbogige, in einer spitzbogigen Blende liegende Portal mit einem Gewände aus Backsteinen an der Nordseite.
Der Innenraum war ursprünglich mit einem hölzernen Tonnengewölbe überspannt, das durch eine Flachdecke ersetzt wurde. Zur Kirchenausstattung gehört ein in der Mitte des 18. Jahrhunderts gebauter Kanzelaltar. Als Mensa dient ein Grabstein von 1318 mit einer Ritzzeichnung. Die Kanzel wird von einer Statue des Paulus getragen. Sie wird von Säulen gerahmt, die den Schalldeckel halten. Die Orgel mit sieben Registern auf einem Manual und Pedal wurde 1864 von Friedrich Hermann Lütkemüller gebaut.